# Таруц, Алексей Андреевич

## Биография
Родился в 1984 году в Москве. После окончания международно-правового факультета Московского государственного института международных отношений изучал кинорежиссуру на Высших курсах сценаристов и режиссёров, затем изучал теорию искусства новых медиа в Открытой школе манеж / mediaartlab.

## Художественная практика
Алексей Таруц является кросс-медиа / трансмедиальным художником, чья практика в основном включает в себя перформативные и ситуативные работы, а также инсталляции из смешанных медиа. Ключевым вопросом в исследовании художника является проблематизация понятия «событие» как единицы символического обмена. Художник интерпретирует способы присутствия и расстояния по отношению к событию, сформированные аффектами культурной индустрии эпохи позднего капитализма. В сферу интересов Таруца входят также проявления иррационального, вызванные технологиями немедленной репрезентации и рассеивания внимания, а также тип памяти, создаваемый неустойчивыми связями.

## Цитаты
- Событие вообще всегда оказывается ядром того, что делает Таруц. И в этом отношении темы, которые он разрабатывает, и используемые им методы обнаруживают стройную семантическую связь: информационные потоки, безостановочно генерируемый видеоконтент, бесконечные вернисажи и финисажи — все это находит свое воплощение в медиуме, который распадается на огромное количество слоев.[1]
- Последняя работа Алексея Таруца — это криповатый феноменологический хоррор, заставляющий задаться вопросом о цельности воспринимающего «Я» и, более классическим «WTF».[2]
- «Premium Class Triumph 2016» Алексея Таруца — один из немногих примеров, где художник целенаправленно работает с ситуацией медиации события, которая «сама стала событием».[3]
- Действуя строго в рамках спекулятивного реализма, относительно нового и модного направления в философии (как раз оперирующего антикантианской эстетикой), художник ставит под вопрос корреляционистские отношения зрителя и автора (а это имеет отношение к онтологическому вопросу и неодетерминистской теории, что в свою очередь связано с критикой антропоцентризма, что в свою очередь безусловно является сегодня серьезной темой.[4]

## Избранные выставки и события
- @«Mythology online», групповая выставка, видео, Политехнический музей, Москва, 2012
- «Labour in a single shot», в рамках проекта Харуна Фароки и Антье Эманн в Школе Родченко, 2013. Показ в Мультимедиа Арт Музее, Москва и последующие показы в Лодзе, Афинах, Монреале.[5]
- «Рейвы, на которых я не был» персональная выставка, ЦВЗ Манеж, 2014[6]
- показ работы XTRA LYTE на событии 3AM, Берлин, 2015
- «Премиум Класс Триумф 2016», событие в галерее Триумф, Москва[7], 2016
- «Несколько советов, чтобы не провалиться под землю», перформанс в рамках групповой выставки «Свежая Кровь», параллельная программа V Московской международной биеннале молодого искусства (недоступная ссылка), большое винное хранилище, Винзавод, Москва, 2016[8]
- «Ультра Присутствие», перформативное событие в пространстве НИИxAlpbau, Москва, 2016[9]
- «Post-Peace», групповая выставка, перформанс "High-Energy Objects", Württembergischer Kunstverein Stuttgart, 2017
- «Dance, Dance, Dance», групповая выставка в рамках биеннале «Киевский интернационал», Киев, 2017
- «Ratmir Vanbuuren Taruts», событие в ASI.MOSCOW, 2019
- «Прочь из-под земли, звон из облака», персональная выставка в ММОМА / Музей Вадима Сидура, 2019
- «Not enough to regret», перформанс, Display Berlin, 2019
- Kyiv Biennial 2019, звуковая инсталляция "TOUAMOTU AKU AKU HIWA OA OANU RARAKU TOTO MATUA TOUAMOTA"
- Curatorial Forum 2020, персональная выставка, инсталляция и перформанс "YOU ARE NOT THE ONLY ONE CURSED WITH KNOWLEDGE,, YOU ARE NOT THE ONLY ONE CURSED WITH KNOLWDGHE"
- Training Fantasia, групповая выставка, ЦСИ Типография Краснодар, перформанс "Golden Hits", 2021
- Things we sense about each other групповая выставка, инсталляция и перформанс "Undertow", 2021
- «Валюта на Атараксе», персональная выставка в особняке на Софийской Набережной, инсталляция, перформанс, Москва, 2022

## Публикации
- Интервью о выставке «Валюта на Атараксе» https://daily.afisha.ru/brain/21933-mezhdu-kogda-i-tolko-chto-hudozhnik-aleksey-taruc-o-vystavke-valyuta-na-atarakse/
- Интервью https://saliva.live/aleksei-taruts
- https://arterritory.com/ru/vizualnoe_iskusstvo/stati/25377-ktulhu_cernyi_lebed/
- https://arterritory.com/ru/vizualnoe_iskusstvo/recenzii/25552-hroniki_trevoznogo_optimizma/
- Интервью https://spectate.ru/taruts-view/
- Интервью http://aroundart.org/2017/02/15/portret-aleksey-taruts/
- http://aroundart.org/2018/06/08/elitnye-ringtony/
- http://aroundart.org/2016/09/19/otkry-tiya-nedeli-13-18-sentyabrya/
- http://syg.ma/sygmafav/premium-class-triumph-2016 (недоступная+ссылка)
- http://www.colta.ru/articles/raznoglasiya/11246
- https://web.archive.org/web/20170201132059/http://www.triumph-gallery.ru/en/events/reyvyi-na-kotoryih-ya-ne-byil.html
- http://polysingularity.com/taruts-violence-ritual/
- http://www.aqnb.com/2017/08/14/beyond-your-wildest-dreams-issmag-presents-алексей-таруц-кто-если-не-ты-n/
- http://theoryandpractice.ru/posts/9381-raves-missed